# Гамільтон (Іллінойс)
Гамільтон (англ. Hamilton) — місто (англ. city) в США, в окрузі Генкок штату Іллінойс. Населення — 2753 особи (2020).

## Географія
Гамільтон розташований за координатами 40°23′29″ пн. ш. 91°21′41″ зх. д. / 40.39139° пн. ш. 91.36139° зх. д. (40.391484, -91.361302).  За даними Бюро перепису населення США в 2010 році місто мало площу 13,87 км², з яких 9,22 км² — суходіл та 4,65 км² — водойми.

## Демографія
Згідно з переписом 2010 року, у місті мешкала 2951 особа в 1230 домогосподарствах у складі 813 родин. Густота населення становила 213 особи/км².  Було 1313 помешкання (95/км²).
Расовий склад населення:
| - 97,4 % — білих - 0,4 % — чорних або афроамериканців - 0,4 % — азіатів - 0,1 % — вихідців з тихоокеанських островів |

До двох чи більше рас належало 1,5 %. Частка іспаномовних становила 1,1 % від усіх жителів.
За віковим діапазоном населення розподілялося таким чином: 23,6 % — особи молодші 18 років, 57,6 % — особи у віці 18—64 років, 18,8 % — особи у віці 65 років та старші. Медіана віку мешканця становила 42,6 року. На 100 осіб жіночої статі у місті припадало 90,1 чоловіків;  на 100 жінок у віці від 18 років та старших — 87,8 чоловіків також старших 18 років.
Середній дохід на одне домашнє господарство  становив 54 980 доларів США (медіана — 47 165), а середній дохід на одну сім'ю — 60 898 доларів (медіана — 50 458). Медіана доходів становила 42 228 доларів для чоловіків та 36 250 доларів для жінок. За межею бідності перебувало 12,0 % осіб, у тому числі 10,5 % дітей у віці до 18 років та 10,1 % осіб у віці 65 років та старших.
Цивільне працевлаштоване населення становило 1444 особи. Основні галузі зайнятості: освіта, охорона здоров'я та соціальна допомога — 22,9 %, виробництво — 22,4 %, роздрібна торгівля — 13,1 %, мистецтво, розваги та відпочинок — 8,6 %.